# Sublokator
Sublokator – polska czarna komedia filmowa z 1966 roku w reżyserii Janusza Majewskiego, nakręcona na podstawie własnego scenariusza. Film opowiada historię tytułowego sublokatora z klasy inteligenckiej (Jan Machulski), osaczonego w willi przez trzy kobiety reprezentujące różne pokolenia (Barbara Ludwiżanka, Katarzyna Łaniewska, Magdalena Zawadzka).
Sublokator był pełnometrażowym debiutem Majewskiego, wyprodukowanym w ramach Zespołu Realizatorów Filmowych „Kamera”; przy powstawaniu filmu reżyser inspirował się groteską Witolda Gombrowicza, Brunona Schulza i Franza Kafki. Debiut Majewskiego był wielokrotnie nagradzany, m.in. otrzymał nagrodę FIPRESCI na Międzynarodowym Festiwalu Filmowym w Mannheim; ceniono też rolę Ludwiżanki.

## Fabuła
Naukowiec Ludwik, poszukujący ciszy do pracy, otrzymuje pokój w willi zamieszkiwanej wyłącznie przez kobiety, z których każda pielęgnuje własną, niezwykłą pasję. Maria, właścicielka domu, pragnie stworzyć hodowlę szynszyli i szczurów. Jej siostrzenica, Małgorzata, snuje plany zamachu na ciocię, a Kazimiera ma aspiracje przekształcić rezydencję w centrum rehabilitacji gimnastycznej dla kobiet niepracujących. Ludwik staje się niechcianym uczestnikiem ich ambitnych projektów. W końcowej części filmu Ludwik, który łamie sobie najpierw jedną, a potem drugą nogę, zostaje przykuty do łóżka i zdany na łaskę kobiet.

## Obsada
Źródło: Filmpolski.pl
- Jan Machulski – Ludwik
- Barbara Ludwiżanka – Maria Orzechowska, administratorka domu
- Katarzyna Łaniewska – Kazimiera, sportsmenka
- Magdalena Zawadzka – uczennica Małgosia, siostrzenica pani Marii
- Teresa Lipowska – milicjantka Fredzia Kwaśniewska
- Halina Billing-Wohl – matka Marii
- Krystyna Feldman – pielęgniarka
- Mieczysław Kalenik – rowerzysta
- Edward Wichura – kierownik pralni
- Krystyna Mazurówna – dziewczyna ukazująca się z duchem pułkownika
- Witold Pyrkosz – widmo chorążego
- Wojciech Rajewski – właściciel psa
- Zygmunt Bończa-Tomaszewski – babcia

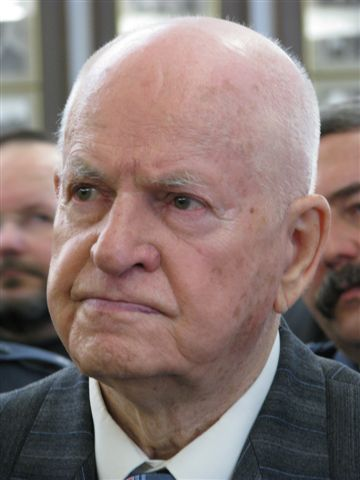
Jan Machulski (2008)
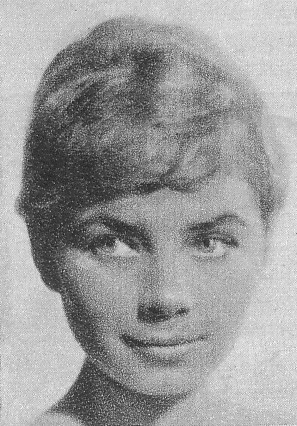
Katarzyna Łaniewska
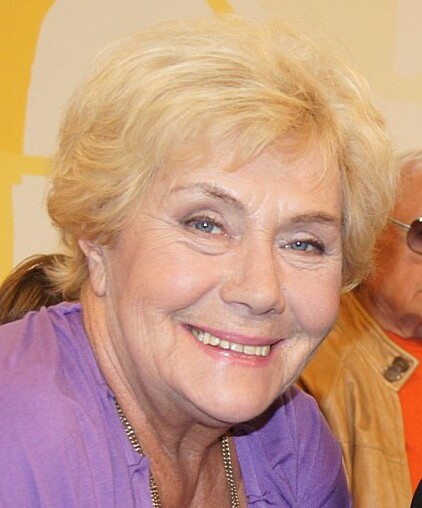
Teresa Lipowska (2012)
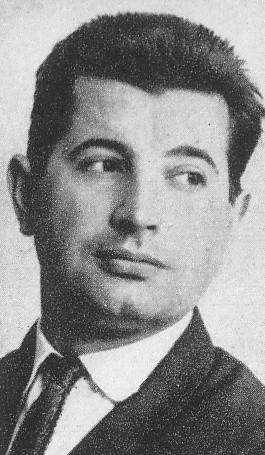
Janusz Majewski, reżyser filmu

## Produkcja
Sublokator powstał w Zespole Realizatorów Filmowych „Kamera”. Reżyserem i scenarzystą filmu był Janusz Majewski, który po latach wyjaśniał sens swojego dzieła, traktując Sublokatora jako analizę socjologiczną: „Istnieje w społeczeństwie pokolenie, które nie zdążyło wziąć udziału w wojnie, nie chciało uczestniczyć w rewolucji społecznej i nie potrafi porozumieć się z nową, wstępującą, bezideową generacją. […] Rozczarowani po fiasku październikowej odwilży, pozbawieni złudzeń i apatyczni”. Asystentem reżysera przy Sublokatorze został Jakub Goldberg . Majewski potwierdzał, że przygotowując się do prac nad Sublokatorem, miał w świadomości filmy Billego Wildera oraz utwory literackie Witolda Gombrowicza, Brunona Schulza i Franza Kafki . Zdaniem reżysera „anglosaskie poczucie humoru, w Ameryce zmieszane z żydowskim, to są najlepsze żarty, jakie powstały. Są bardzo inteligentne, chociaż czasami aroganckie i cyniczne” .
Barbarę Ludwiżankę, odtwórczynię jednej z ról kobiecych, Majewski poznał jeszcze podczas pracy nad spektaklem telewizyjnym Wierny robot (1961) według prozy Stanisława Lema. Natomiast rolę Ludwika odegrał Jan Machulski, z którym reżyser miał sposobność zawrzeć znajomość na planie filmów telewizyjnych Docent H. (1964) i Pierwszy pawilon (1965) . Komentując motyw osaczenia głównego bohatera przez kobiety, Majewski zaprzeczał, żeby dokonał pod tym względem emocjonalnie motywowanej decyzji: „Chyba nie miałem żadnych porachunków z kobietami. Tak po prostu wyszło, jakiś mizoginizm” .
Na kolaudacji film został przyjęty pozytywnie. Swoje poważniejsze uwagi do projektu wnieśli Jerzy Pomianowski (jego próśb o skrócenie dłużyzn Majewski ostatecznie nie wysłuchał) oraz Wanda Jakubowska, która „czuła się trochę wystawiona na durnia, który czegoś nie może odczytać, a tylko podejrzewa” . Projekt jednak skierowano do realizacji. Muzykę do filmu skomponował Andrzej Kurylewicz, natomiast zdjęcia nakręcił operator Kurt Weber. Scenografię zaprojektował Tadeusz Wybult, kostiumy – Barbara Ptak, a za montaż odpowiedzialna była Janina Niedźwiecka. Sublokator powstał za 4 miliony ówczesnych złotych, przy czym po premierze nakłady weń wniesione się zwróciły .

### Rozpowszechnianie
Światowa premiera Sublokatora odbyła się w październiku 1966 roku na Międzynarodowym Festiwalu Filmowym w Mannheim, gdzie film zdobył nagrodę FIPRESCI. W Polsce film wszedł na ekrany kin 7 stycznia 1967 roku. 7 listopada 2016 roku odbyła się premiera zrekonstruowanej cyfrowo wersji filmu; organizatorem wydarzenia było Stowarzyszenie Filmowców Polskich. Zrekonstruowany Sublokator w 2019 roku został wydany na płytach DVD nakładem wrocławskiego wydawnictwa Filmostrada, w ramach serii Klasyka Polskiego Kina Cyfrowa Rekonstrukcja.

## Odbiór

### Odbiór po premierze
Sublokator spotkał się w prasie przeważnie z pozytywnymi recenzjami. Lech Pijanowski z „Kina” uznał film Majewskiego za „zabawny […] bez pseudopretensji, a za to z rzeczywistymi i w znacznej mierze zrealizowanymi ambicjami. Aleksander Jackiewicz z recenzji dla „Życia Literackiego” doceniał wirtuozerię reżysera, który z łatwością przechodzi „od realizmu do rojeń, od ciepła do ironii i sarkazmu”. Stanisław Janicki w tekście dla „Filmu” podkreślał „starannie obmyśloną” konstrukcję i konsekwentny styl filmu, doceniając równocześnie portret charakterologiczny postaci oraz „nieszablonowość pomysłu”. Podobną opinię podzielała Anna Tatarkiewicz z „Filmu”, która zauważała, że przy całej swej karykaturze bohaterowie filmu są „ludźmi pełnokrwistymi”, co Majewski zawdzięczał też odpowiednio dobranej obsadzie.
Głosy negatywne były rzadko artykułowane. Zygmunt Kałużyński w recenzji dla „Polityki” uznał Sublokatora za „skecz rozwinięty ponad miarę”, gdzie główne postacie są „ledwie naszkicowane”, a styl „cokolwiek karykaturalny”. W ogólnym rozrachunku jednak film Majewskiego był doceniany w kraju. Wojciech Wierzewski z „Ekranu” podsumowywał: „Sublokator jest mądrą i precyzyjnie skonstruowaną komedią […], która przywraca utraconą wiarę w naszą kinematografię”. Sublokator mimo kameralnej formy nie był też stracony za granicą, czego dowodzi opinia amerykańskiego krytyka Rogera Eberta, iż film Majewskiego to jedna z najzabawniejszych komedii, jakie kiedykolwiek obejrzał.

### Odbiór retrospektywny
W retrospektywnym tekście Joanna Wojnicka pisała o Sublokatorze, że Majewski „zademonstrował własną biegłość reżyserką i swobodną żonglerkę konwencjami”. Wojnicka porównała debiut Majewskiego do grotesek literackich Witolda Gombrowicza i Sławomira Mrożka oraz filmów podpisanych przez brytyjskie Ealing Studio; mimo kameralnej formy zdaniem Wojnickiej reżyser umiejętnie łączył groteskową tonację z „wyrafinowaną filmową zabawą”. Jerzy Płażewski twierdził, że Majewski „zaatakował «odwieczną kobiecość» na terenie specjalnie stworzonym, nadrealnym, lecz zachowującym niepokojące podobieństwo do rzeczywistości”. Monika Talarczyk-Gubała odnajdywała w Sublokatorze jedną z nielicznych komedii wyrafinowanych w polskiej kinematografii i podkreślała, że „żadna z kolejnych komedii z inteligentem jako jednym z pierwszoplanowych bohaterów nie zdołała osiągnąć stopnia wysmakowania i uroku sophisticated comedy Majewskiego”.

## Nagrody
| Rok  | Festiwal/instytucja                        | Nagroda               | Odbiorca           | Źródło       |
| ---- | ------------------------------------------ | --------------------- | ------------------ | ------------ |
| 1966 | Międzynarodowy Festiwal Filmowy w Mannheim | Nagroda FIPRESCI      | Janusz Majewski    | [ 5 ]        |
| 1967 | Międzynarodowy Festiwal Filmowy w Cork     | Medal                 | Janusz Majewski    | [ 14 ] [ 2 ] |
| 1967 | Międzynarodowy Festiwal Filmowy w Chicago  | Srebrny Hugo          | Barbara Ludwiżanka | [ 2 ]        |
| 1967 | Międzynarodowy Festiwal Filmowy w Panamie  | Nagroda za reżyserię  | Janusz Majewski    | [ 2 ]        |
| 1967 | Międzynarodowy Festiwal Filmowy w Panamie  | Nagroda za scenariusz | Janusz Majewski    | [ 2 ]        |
| 1967 | Międzynarodowy Festiwal Filmowy w Panamie  | Nagroda aktorska      | Barbara Ludwiżanka | [ 2 ]        |